# Tobiáš Josef Antonín Seeman
Tobiáš Josef Antonín Seeman (1673, Valkeřice – 16. ledna 1750, Lysá nad Labem) byl hofmistr na hraběcím dvoře Františka Antonína Šporka. Seemanovy Deníky (Kalendáře) s podrobným itinerářem Františka Antonína Šporka, z nichž se část dochovala, jsou pro současné historiky důležitým pramenem informací o životě hraběte Šporka a době v níž žil.

## Život
Oba rodiče Tobiáše Josefa Antonína Seemana pocházeli z Valkeřic: otec Heinrich Seeman (asi 1630–1693), matka Eva, rozená Sanderová, pocházela z rodiny místního učitele. Ze sňatku Heinricha Seemana a Evy Sanderové, k němuž došlo 1660, se narodilo celkem 11 dětí, Tobiáš Josef Antonín byl nejmladším potomkem Seemanových. Dva Tobiášovi sourozenci, Kryštof (nar. 1662) a Daniel (nar. 1674) ve Valkeřicích založili rodiny. Tobiáš Seeman pocházel z jazykově německého prostředí. Valkeřice byly až do roku 1945 obcí, kde prakticky nežilo žádné české obyvatelstvo: přes 99 % německého obyvatelstva, což bylo i v poměru k ostatním obcím dnešního Ústeckého kraje neobvyklé. Česky se Tobiáš Seeman také naučil, ale až později, když vstoupil do Šporkových služeb. Do panské služby vstoupili i další obyvatelé barokních Valkeřic a podobně jako Tobiáš Seeman za hrabětem odešli do Lysé nad Labem.

### Ve službách hraběte Šporka

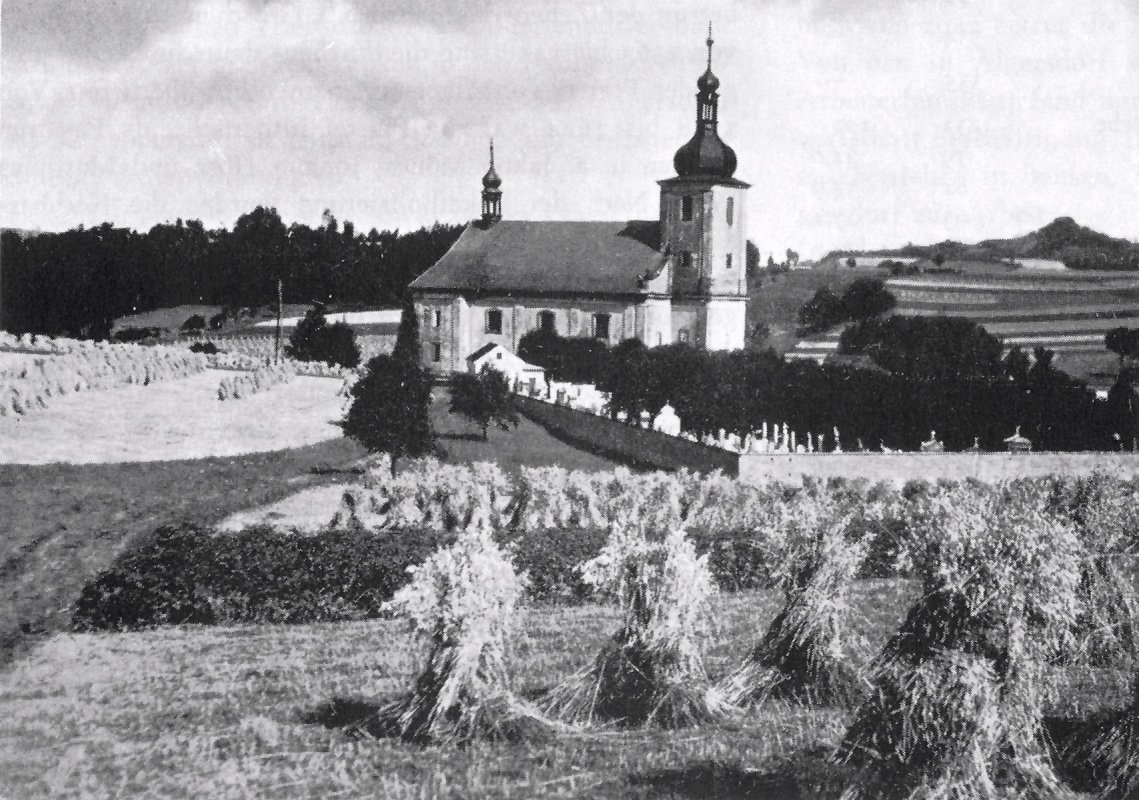
Kostel svaté Barbory ve Valkeřicích, vybudovaný Františkem Antonínem Šporkem a zničený z vůle stranických a státních orgánů okresu Děčín v roce 1975

S hrabětem Šporkem se Tobiáš Seeman seznámil ve Valkeřicích nebo v Konojedech na začátku 18. století, protože v roce 1705 již žil v Lysé nad Labem, kde se hrabě Špork zdržoval trvale. Začínal jako nižší úředník na statku Valkeřice, který patřil ke konojedskému panství hraběte Františka Antonína Šporka. Přesné zprávy o pobytech hraběte Šporka na loveckém zámečku ve Valkeřicích jsou známy jen díky Šporkově itineráři od Tobiáše Seemana ve formě Deníků (Kalendářů).
Tobiáš Seeman se v Lysé nad Labem 1706 oženil s Barborou Ester Františkou Žehuňskou. Žehuňští pocházeli z Poděbrad a dosáhli rytířského titulu. Názory, kolik měl Seemann s Barborou Žehuňskou potomků, se různí. Sám Seeman se zmiňuje pouze 1731 o synovi jménem František, že vstoupil do cisterciáckého kláštera v Sedlci u Kutné Hory a přijal řádové jméno Otto. Ve 20. letech 17. století se Tobiáš Seeman zdržoval především v Kuksu jako kapelník Šporkova hudebního ansámblu, včetně toho, že sám komponoval, a od dubna 1726 zastával i funkci hofmistra dvora. Tehdy v Kuksu pracoval i Tobiášův příbuzný Andreas Seeman, malíř. Stejné pozice, jaké Tobiáš Seeman zastával za Františka Antonína Šporka, vykonával později i pro jeho dědice Františka Karla Rudolfa Sweerts-Šporka (1688–1757). Sweerts-Šporkové trávili většinu času opět v Lysé nad Labem. Z let 1727–1747 se dochovaly prakticky souvislé deníkové Seemanovy zápisy o životě u hraběcího dvora. Tobiáš Seeman zemřel 16. ledna 1750 v Lysé nad Labem.